# 医药工业复合体
医药工业综合体（英語：Medical–industrial complex）是工业复合体的一种，用来描述制药公司与医疗机构合作建立有利于增加药物使用，以及尽可能增加使用不必要医疗服务的机制，该词反映了医疗保健领域的利益冲突，是美国医药产业私有化后因暴利而快速扩张，以及流感住院率屡创新高的原因。
根据谈论医疗工业综合体的理论，这些复合体动机和最终目的是增加制药产业和医疗产业的利润。刺激使用药物的方法包括大规模的广告宣传、医药代表贿赂医生以推销某个品牌的药物、贩卖疾病、夸大疾病的危害和去医院求诊的必要性等等。
医疗工业综合体一词也与自由市場环境和私有化的医疗体制有关，该词将这些经济实体的市场行为应用于医疗保健进行研究，当制药公司努力实现利润最大化时，结果必然是过度开发新药和过度医疗，对患者的健康和一国的人均寿命有潜在的长期不利影响。

## 延伸阅读
- . Mladá Fronta, (1. vydání). : 107–117. ISBN 80-204-1287-5 （česky）.
- Geyman, John P. . Springer Publishing Company. 2004-01-01  [2015-05-14]. ISBN 9780826124678. （原始内容存档于2022-04-16）.
- Schatman, Michael E. . Pain Medicine. 2011, 12 (12): 1710–1712. ISSN 1526-2375. PMID 22168303. doi:10.1111/j.1526-4637.2011.01284.x .
- Rosenthal, Elisabeth. . Penguin Press. 2017. ISBN 9780698407183.